# Passion du Christ

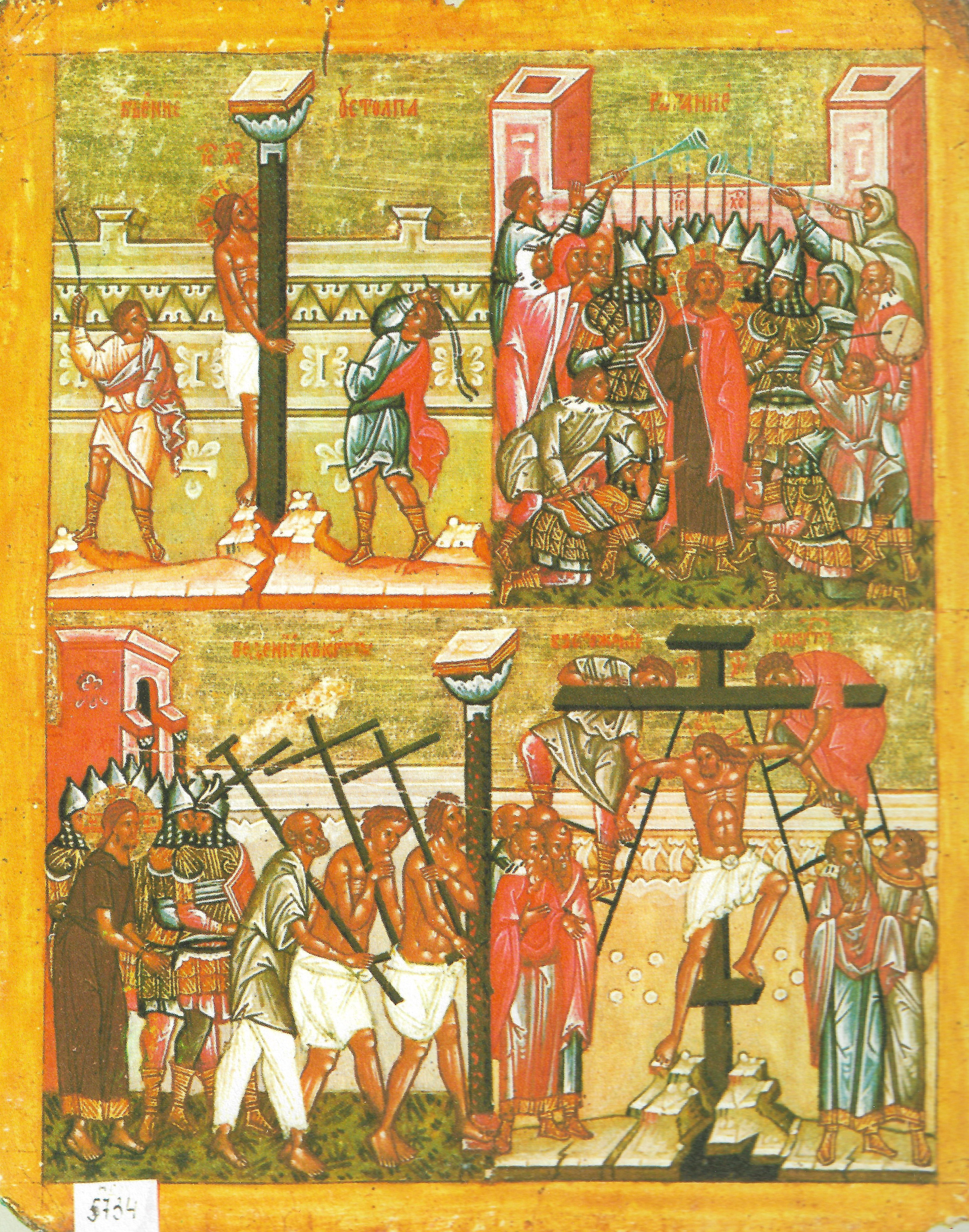
Représentation d'épisodes de la Passion du Christ : arrestation sur le mont des Oliviers, flagellation, port de la croix, crucifixion (fin du).

La Passion du Christ est l’ensemble des événements qui ont précédé et accompagné la mort de Jésus-Christ. Le récit et les annonces de la Passion se trouvent dans les Évangiles synoptiques et l’Évangile selon Jean, ainsi que dans divers textes apocryphes.
Il s'agit de textes à caractère religieux qui expriment la foi de leurs rédacteurs. L'exégèse s'attache à distinguer entre leurs éléments historiques, leur signification théologique et leur intention apologétique.

## Annonces de la Passion

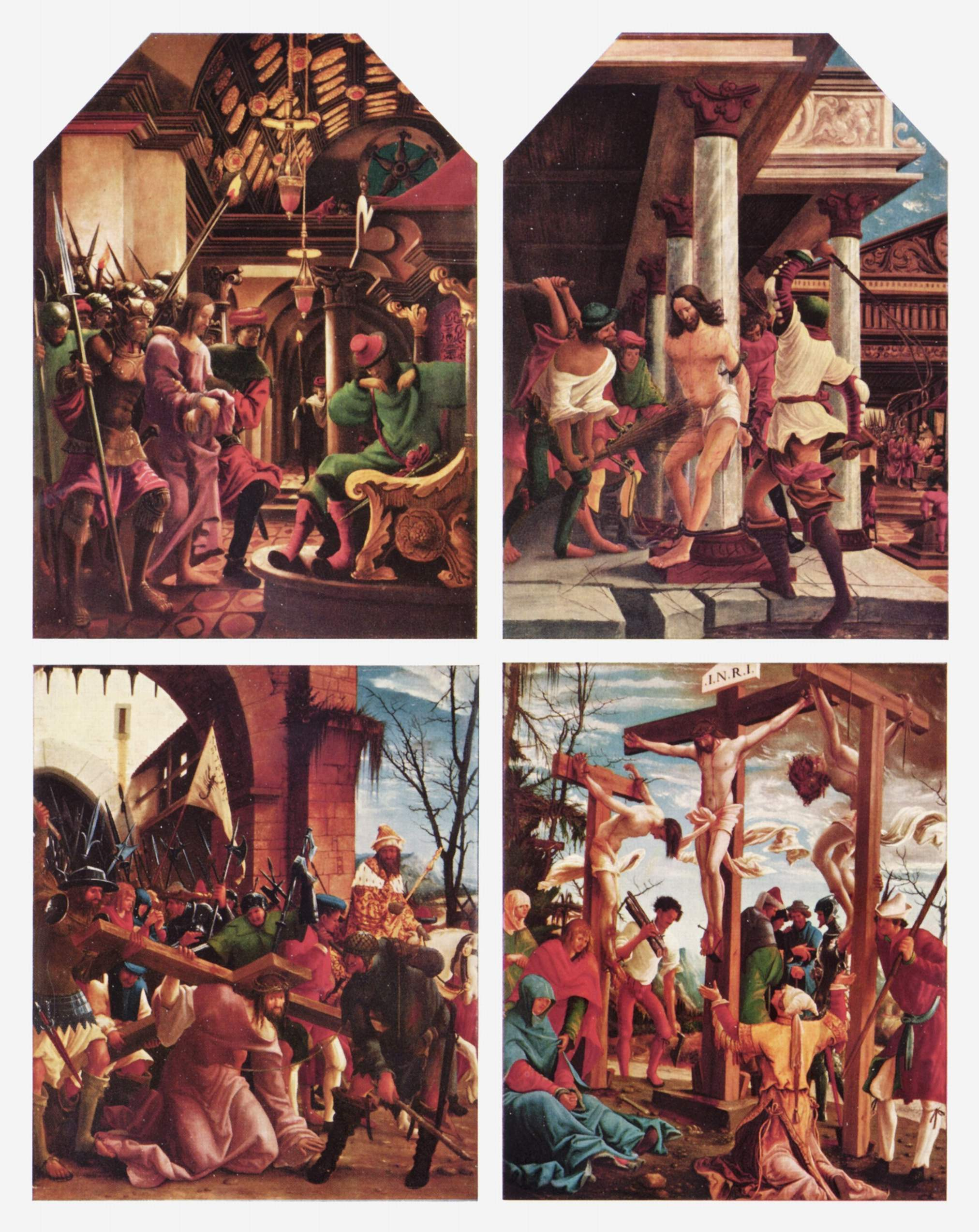
Panneau du Chemin de croix d’Albrecht Altdorfer (vers 1509-1516).

### Textes du Nouveau Testament
Dans les Évangiles synoptiques, le Christ annonce sa mort et sa Résurrection à plusieurs reprises :
- aux disciples, après sa reconnaissance par l'apôtre Simon-Pierre comme Messie, dans la région de Césarée en Israël (Mt 16:2 ; Mc 8:31-33 ; Lc 9:22) ;
- aux disciples, réunis en Galilée (Mt 17:22-23 ; Mc 9:30-32 ; Lc 9:44-45) ;
- aux Douze Apôtres sur la route de Jérusalem (Mt 20:17 ; Mc 10:32-34 ; Lc 18:31-33) ;
- après la Transfiguration, à Pierre, Jacques et Jean (Mt 17:9) ;
- en réponse à des scribes et à des Pharisiens qui voulaient le voir faire un miracle, Jésus répond qu’il « sera trois jours et trois nuits dans le sein de la terre » (Mt 12:39-40) ;
- en réponse aux Juifs demandant un signe, disant, parlant du sanctuaire qu'était son corps : « Détruisez ce sanctuaire et je le reconstruirai en trois jours » (Jean 2: 19-22).

Ces annonces prédisent :
- que Jésus va être livré aux grands-prêtres et aux scribes, qui le condamneront à mort ;
- qu’il souffrira beaucoup de la part des anciens, des grands prêtres et des scribes ;
- qu’il sera livré aux païens (ce mot désigne les Romains) ;
- qu’il sera bafoué, flagellé, mis en croix et mourra ;
- qu'il ressuscitera le troisième jour.

### Datation des annonces
Selon l'historienne Paula Fredriksen, les détails incitent le lecteur à penser que ces annonces « sont postérieures à l'évènement, qu'elles ont été replacées dans le ministère de Jésus par les évangélistes, qui ne réussissent cependant pas à les intégrer dans leur histoire. Une fois à Jérusalem en effet, les disciples sont accablés par les évènements auxquels les prédictions de la Passion auraient dû les préparer ».
Contrairement aux récits antiques de morts nobles ou héroïques, ceux des évangélistes concernant la Passion de Jésus se singularisent en incluant les femmes, dont la fidélité est manifeste, alors que les apôtres choisis par le Seigneur l'abandonnent à l'exception de Jean.

## Récits de la Passion

### Arrestation de Jésus
Dans les Évangiles synoptiques, deux jours avant la Pâque juive (Pessah), Jésus se rend au jardin de Gethsémani, avec les apôtres Pierre, Jacques le Majeur et Jean où il veut s'isoler pour prier son Père, tandis que les autres apôtres se reposent (Mt 26:36 ; Mc 14:43 ; Lc 22:47).

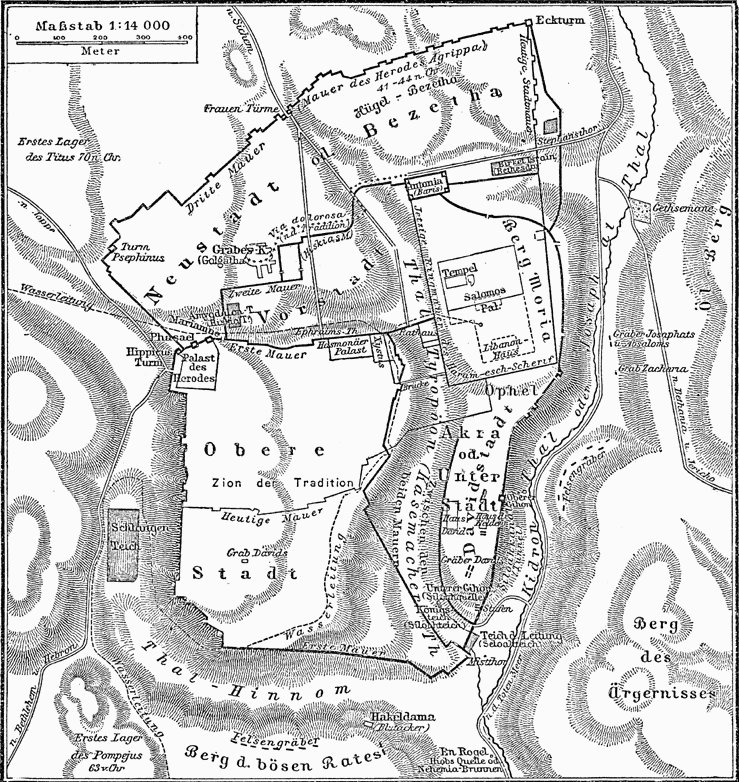
Carte de Jérusalem à l’époque du Nouveau Testament (vers 1885)

L'apôtre Judas arrive alors, menant une bande armée romaine envoyée par les grands-prêtres juifs et les anciens. Judas désigne Jésus en lui donnant un baiser.
Les gardes se saisissent de Jésus et l’emmènent devant les autorités juives pour qu’il soit jugé. Un disciple de Jésus (anonyme dans trois des évangiles ; Pierre, selon Jean) sort son glaive et coupe l’oreille du serviteur du Grand Prêtre (Mt 26:51 ; Mc 14:47 ; Lc 22:50 ; Jn 18:10). Jésus guérit le serviteur (dans l'évangile selon Luc, pas dans celle selon Jean) et dit à Pierre (Mt 26:52) : « Rengaine ton glaive ; car tous ceux qui prennent le glaive périront par le glaive ».
Jésus s'adresse alors aux gardes : « Comme pour un bandit, vous êtes partis avec des épées et des bâtons pour vous saisir de moi ! » (Lc 22:52 ; Mt 26:55 ; Mc 14:48).
Jésus n'a peut-être pas été arrêté seul. Du moins, l'exégèse s'interroge sur le sort du groupe de disciples qui l'entouraient. Rudolf Bultmann écrit : « Pourquoi Jésus est-il le seul à avoir été arrêté ? N'avaient-ils pas l'intention [les Romains] d'arrêter ses disciples ? » Alfred Loisy remarque : « On se demande naturellement pourquoi les disciples n'ont pas continué à se battre et pourquoi les membres du Sanhédrin n'ont pas pris leur revanche sur celui qui avait dégainé [dans le groupe de Jésus] en se jetant sur lui ». Quoi qu'il en soit de ces inquiétudes d'exégètes, les Évangiles considérés comme les plus anciens indiquent que tous les disciples de Jésus qui refusait de se défendre l'abandonnèrent et s'enfuirent (Matthieu 26, 56 ; Marc 14, 50), même si Pierre suivit Jésus de loin (Luc 22, 54).

### Jésus devant le Sanhédrin

Comparution de Jésus devant le Sanhédrin, collégiale Saint-Salvi d'Albi (1490).

Les Évangiles synoptiques rapportent que Jésus est emmené devant le grand prêtre Caïphe, où se réunissent les scribes et les anciens. À l’issue de son interrogatoire, Jésus proclame publiquement être le Messie. Jésus aurait alors été condamné à mort pour blasphème.
Pour certains historiens, comme Marie-Françoise Baslez, ce procès juif est une impossibilité car, d'une part, les Évangiles présentent une séance de nuit du Sanhédrin, ce qui serait irréaliste, d'autre part le Sanhédrin n'avait pas à cette époque le pouvoir d'appliquer la peine capitale. Plus précisément, une réunion formelle du Sanhédrin érigé en tribunal est incompatible avec les procédures judiciaires consignées dans la Mishna, celle-ci stipulant que les délibérations et les condamnations ne doivent avoir lieu que le jour et non la veille d'un jour de fête ou d'un sabbat. En outre, rien ne dit que la réglementation de la mishna était en vigueur à l'époque de Jésus. Tout penche pour un interrogatoire informel dans la nuit en présence d'Anne, suivi d'une condamnation formelle au matin chez le grand prêtre Caïphe, laquelle était non applicable car les autorités juives s'étaient vu retirer le bras séculier par les Romains.

### Jésus devant le préfet romain

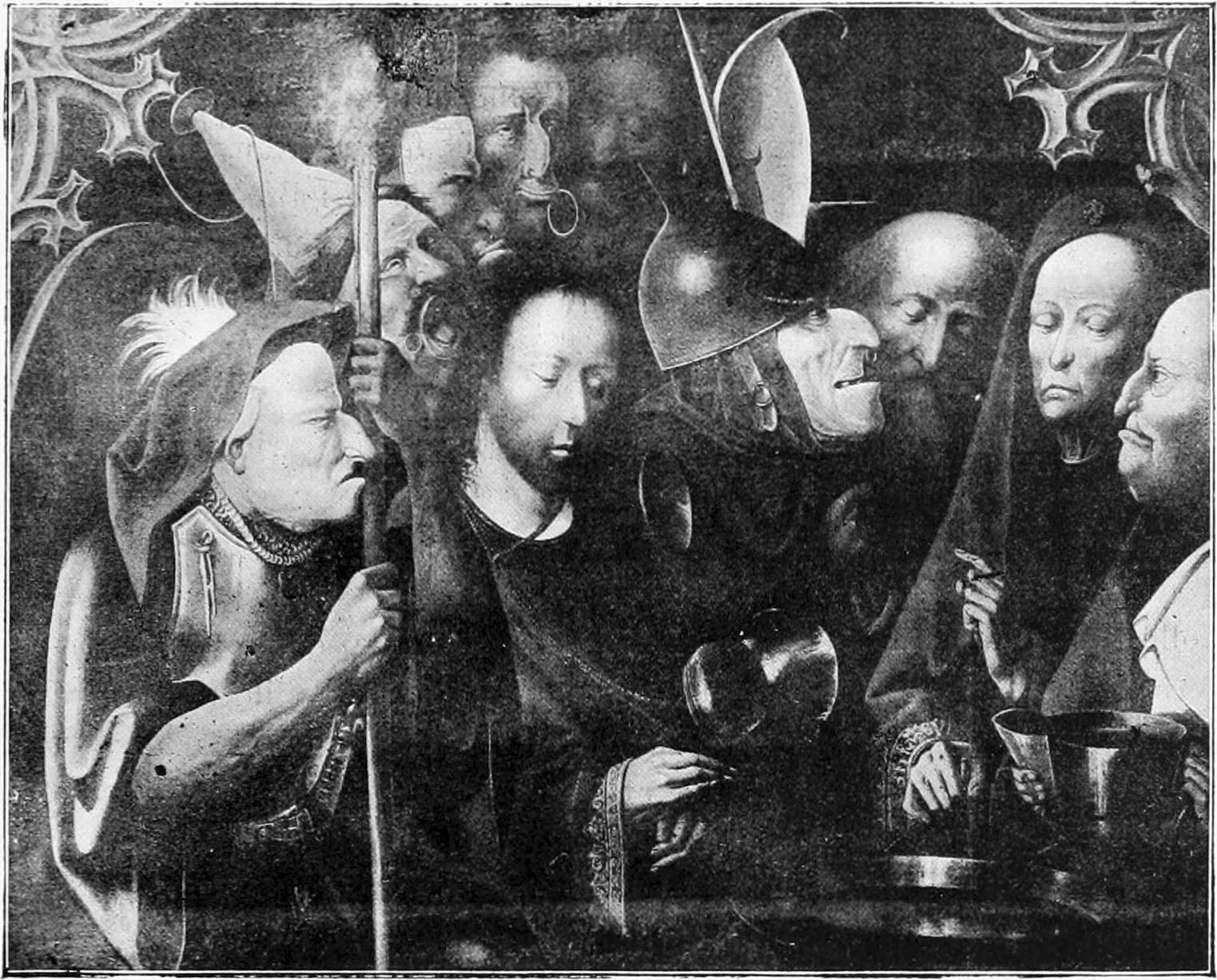
Le Christ devant Pilate, Suiveur de Jérôme Bosch (vers 1520).

La possibilité d'appliquer la peine de mort ayant été retirée aux juifs vers 29-30, la condamnation attendue par les autorités du Temple dont les raisons étaient d'ordre religieux, ne pouvait être prononcée que par les Romains, d'où la nécessité d'un nouveau procès et d'un motif de condamnation relevant du droit romain que seul peut présider le procurateur du lieu : Pilate. Comme le chef d'accusation de blasphème avec lequel Jésus est transféré devant Pilate par les princes des prêtres présente un danger pour l'ordre public romain, les autorités du Temple mirent en avant le grief que Jésus pervertissait le peuple, refusait le tribut de César et se faisait appeler messie et roi.
Le lendemain matin, Jésus est donc emmené et jugé devant le préfet Ponce Pilate. Selon Luc, Pilate, apprenant que Jésus était un Galiléen et donc sous la juridiction d'Hérode Antipas, roi fantoche de Galilée, l'envoya à Antipas, qui était aussi à Jérusalem. Initialement, Antipas était heureux de voir Jésus, dans l'espoir de le voir faire un miracle. Lorsque Jésus est resté silencieux face à ses questions, Antipas se moqua de lui et le renvoya à Pilate. L'envoi devant Antipas peut s'entendre comme un simple complément d'enquête et comme un rebondissement dans une situation où Pilate et le haut clergé du Temple cherchent à fuir leurs responsabilités. Pierre présentera plus tard Pilate et Hérode dans sa catéchèse (Actes 4, 27), comme entrant dans la logique d'accomplissement de la prophétie selon laquelle "les rois de la terre se sont rassemblés contre le Seigneur et son Christ" (Psaume 2, 2).
Pilate cherchant momentanément à éviter une exécution à Jésus qu'il juge innocent propose à la foule de libérer un prisonnier, car les Romains accordaient parfois des amnisties générales à l'occasion de fêtes locales, coutume attestée alors, en particulier par Tite-Live, dans plusieurs autres cultures de la Méditerranée et du Proche-Orient. Pilate proposa de libérer soit Jésus, soit Barabbas. Certains manuscrits l'appellent Jésus Barabbas, ce qui semble avoir été son nom complet. Barabbas est un patronyme dérivé de bar-Abba signifiant fils du Père. Par son nom de "Jésus fils du père" Barabbas, dont l'Evangile précise qu'il était un brigand, entre en concurrence avec Jésus-Christ le juste sans péché, Fils du Père. Il apparaît donc comme le double inversé de Jésus. La foule demande à grands cris la condamnation de Jésus et la libération de Barabbas, ce qu'elle obtient dans les deux cas. À l'instant crucial où Pilate va trancher en faveur de la libération de Barabbas et la condamnation subséquente de Jésus, Pilate se lave les mains selon Matthieu (27, 24), le seul à le préciser. Par cette mise en scène, Pilate veut placer la responsabilité de la mort de Jésus sur ceux qui la réclamaient. Sous la menace de la lex majestate, Pilate préfère sacrifier un innocent que risquer un trouble qui le ferait accuser à Rome de négligence.
Matthieu est aussi le seul Évangéliste à parler de l'épouse de Pilate qui intervint auprès de lui en faveur de Jésus en se réclamant d'un songe qu'elle avait eu pendant la nuit (Matthieu 27, 19). Même si certains exégètes considèrent cette intervention comme un enrichissement narratif, il n'en reste pas moins que l'intervention d'une femme connue des historiens (Claudia Procula) tranche dans le contexte du procès exclusivement masculin. Bien plus, alors que la plupart des hommes sont, tout au long de la Passion, du côté de l'humanité pécheresse par peur ou par haine, presque toutes les femmes à l'exception des servantes sont fidèles d'une manière ou d'une autre à Jésus dans ses épreuves.
Pilate, gouverneur romain de Jérusalem et de la Judée, y disposait d'un pouvoir discrétionnaire absolu. Il ne pouvait pas se conduire de façon trop arbitraire sans s'aliéner l'aristocratie locale qui était son principal relais auprès de ses administrés, et il semble avoir obtenu durant ses dix années de gouvernement, un maximum de résultats avec un minimum de moyens (une cohorte de légionnaires pour la Judée). Jean semble faire de Pilate quelqu'un préoccupé de vérité qui tente de relâcher Jésus, avant de se laisser vaincre par lâcheté sous la pression populaire. Finalement, les quatre Évangiles sont unanimes à préciser que Pilate condamne Jésus à la crucifixion.

### Flagellation et couronne d'épines

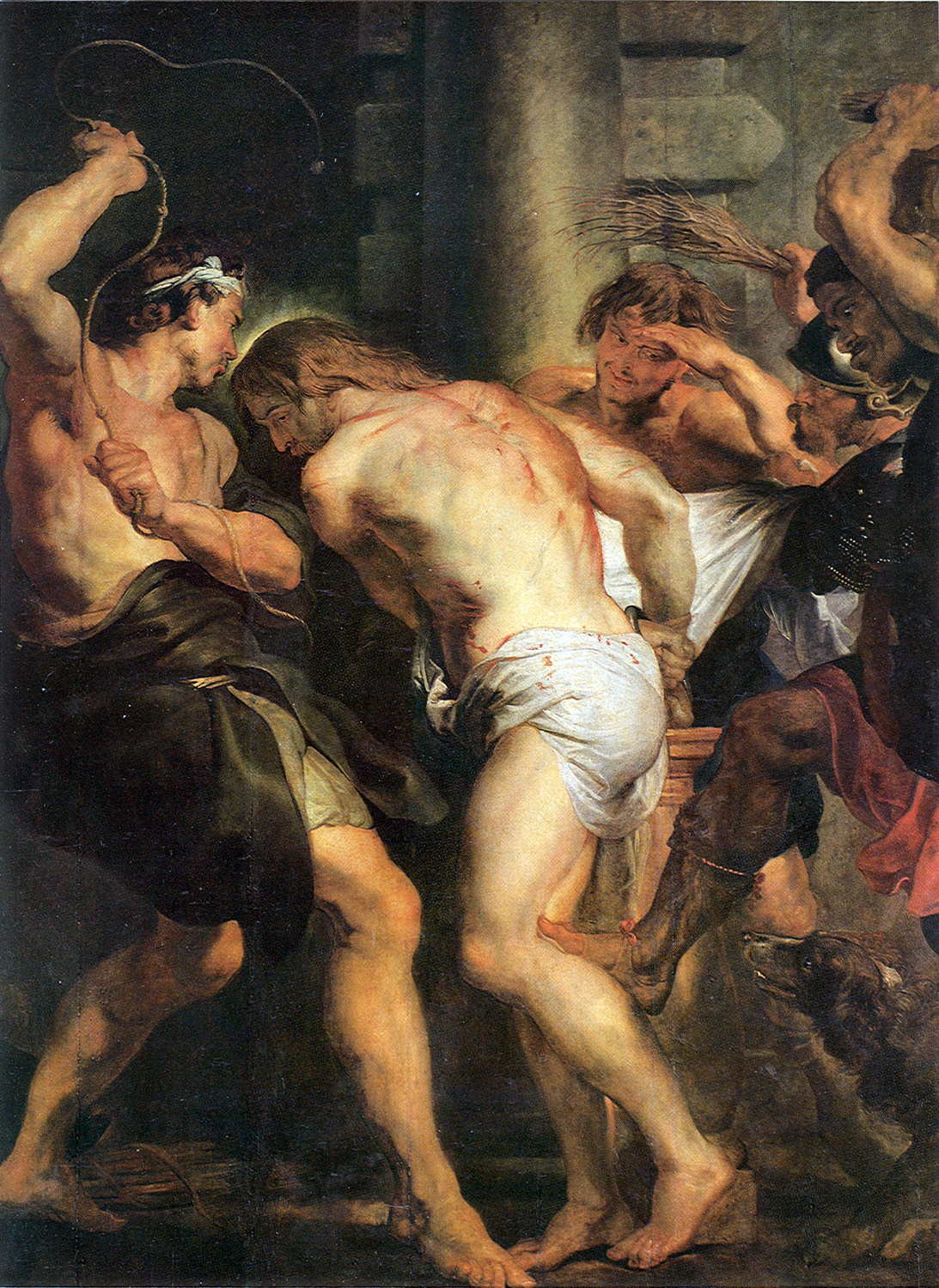
Flagellation du Christ par Rubens (1617).

Une fois condamné à mort par Pilate, il est d’abord flagellé, c’est-à-dire lié à une colonne où il est frappé avec un fouet aux lanières lestées d’os ou de métal (Brown et al., 628) ou d'un long clou.
Cette flagellation est attestée par Marc, Matthieu et Jean. Son absence chez Luc s'explique peut-être par l'horreur extrême de ce supplice romain. En effet, la flagellation était le plus atroce châtiment corporel qui suscitait l'horreur (Cicéron, Horace) ; le nombre de coups de fouet n'était pas limité par le règlement, en sorte que même des victimes non condamnées à mort pouvaient parfois en mourir ou demeurer handicapées à vie. Paradoxalement, cette violence inouïe pouvait abréger la peine des condamnés à la croix, l'hémorragie provoquée par la flagellation limitant la durée de survie et partant les tortures de la crucifixion.

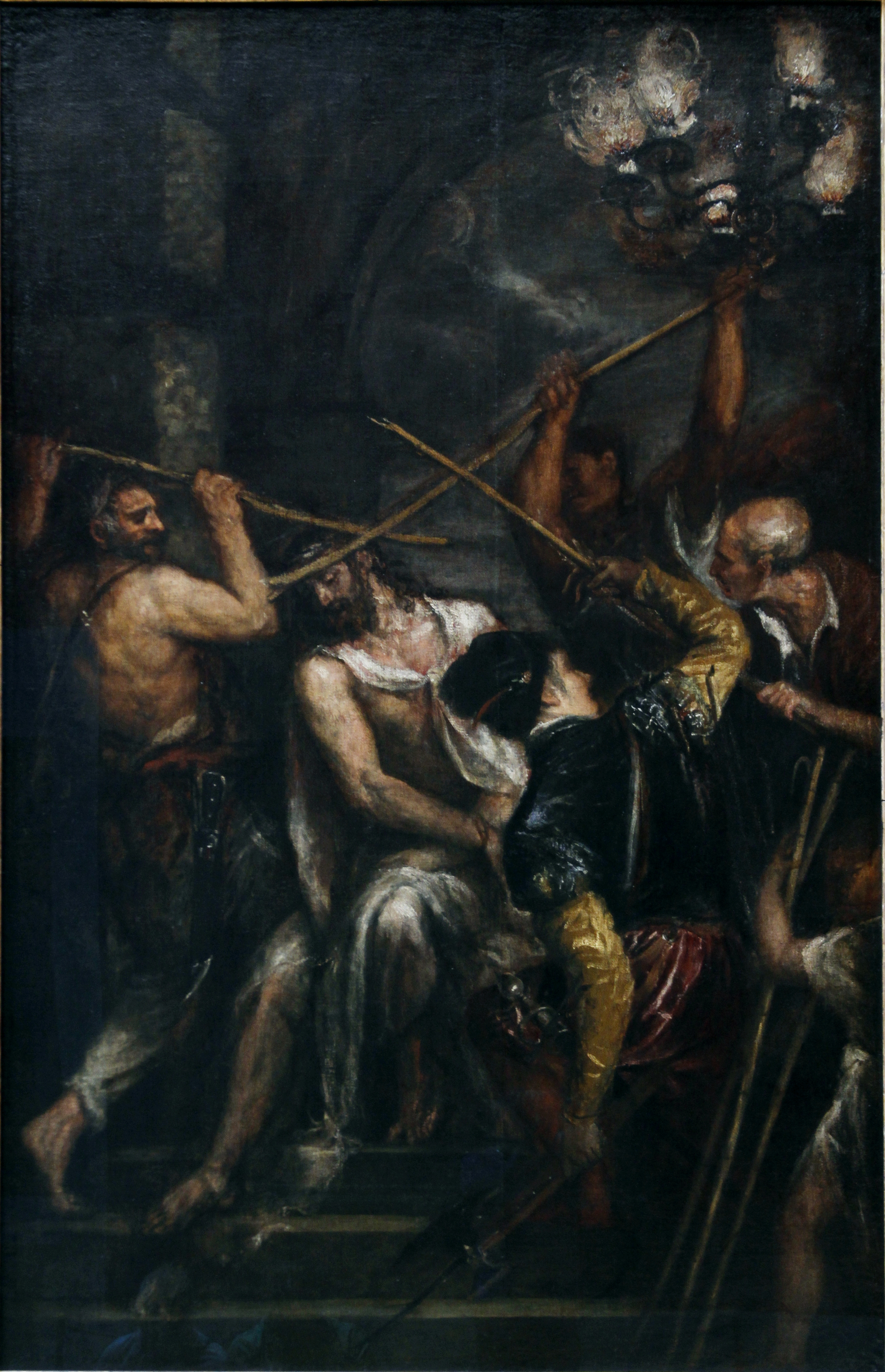
Le Couronnement d'épines par le Titien (vers 1570).

Les Évangiles canoniques, à l’exception de l’Évangile selon Luc, rapportent que Jésus est emmené au prétoire (Prætorium), supposé être soit le palais du roi de Galilée Hérode Antipas, soit le Fort Antonia (Brown et al., 628). Matthieu et Marc relatent tous deux qu’une compagnie entière de soldats, qui étaient probablement pour la plupart des recrues de Palestine ou de Syrie (Brown et al., 628), punit Jésus. Jean n'indique pas combien de soldats étaient présents. Ils le revêtent d’une tunique pourpre, et lui placent une couronne d'épines sur la tête, et l’acclament comme roi des Juifs. Ils feignent de lui rendre hommage, en lui cognant la tête avec un bâton qui, d’après l’Évangile selon Matthieu, avait été fait pour le soutenir. Les Évangiles essaient de montrer que les soldats accomplissent involontairement les desseins de Dieu (Miller, 50).
Le couronnement de Jésus avec imposition de la chlamyde, de la couronne d'épines et du roseau s'inscrit dans les procédés romains d'exécution des condamnés, car les Romains introduisaient souvent un élément parodique dans les peines infligées aux condamnés qui mimait le crime dont ils étaient jugés coupables ; en particulier à ceux qui s'étaient révoltés contre l'autorité impériale. Or, la parodie est bien visible lors du procès de Jésus accusé par les princes des prêtres de vouloir être « roi des Juifs » : chlamyde écarlate en guise de manteau royal en pourpre, couronne d'épines pour la couronne de laurier en or, et un roseau pour le sceptre en or. Il faut ajouter que Jésus a reçu, selon les premiers chrétiens (Justin, Origène, Jérôme, Ephrem le Syrien) un authentique couronnement confirmant sa réponse à Pilate qui l'interrogeait pour savoir s'il était roi —  couronnement que ses ennemis ont voulu rendre dérisoire, sans y parvenir —.

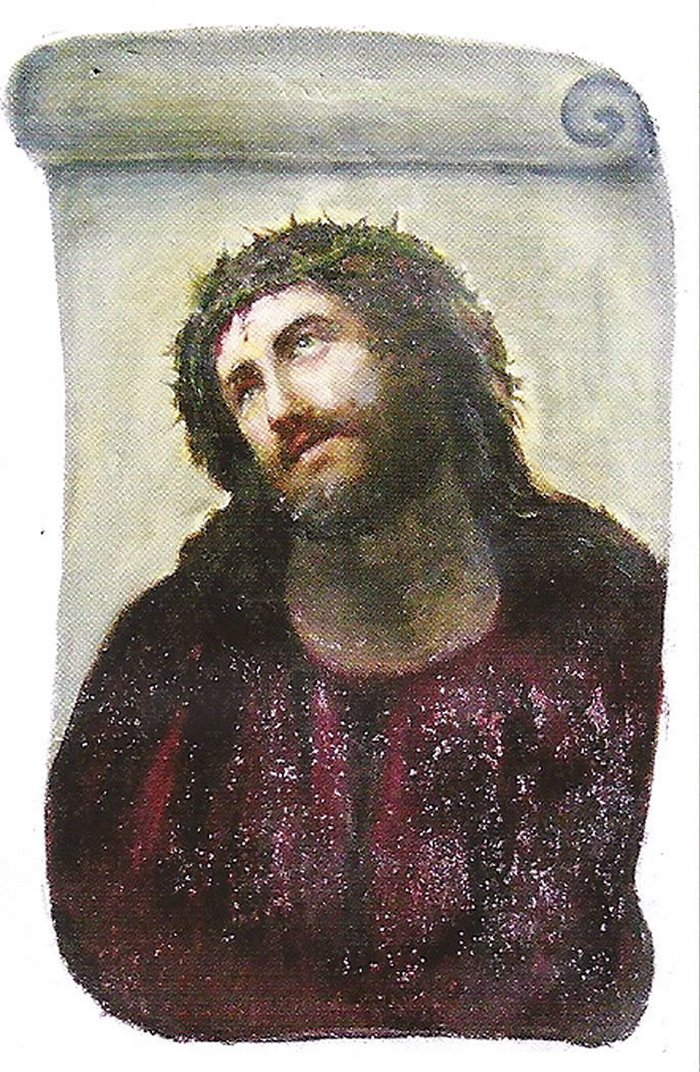
Ecce homo, Elías García Martínez (vers 1890).

Après cet épisode, Marc et Matthieu notent que les soldats rendent à Jésus ses vêtements et, d’après l’Évangile selon Jean, lui laissent la robe pourpre et la couronne. C'est alors que Ponce Pilate présente Jésus aux outrages à la foule (Ecce homo) et demande au public hébreu présent dans la petite cour du Temple de Jérusalem de choisir qui de Jésus ou de Barabbas (un brigand) échappera à l'exécution. Or, cette foule s'exclame, selon les textes, « Libérez Barabbas », laissant du même coup exécuter Jésus.

### Crucifixion

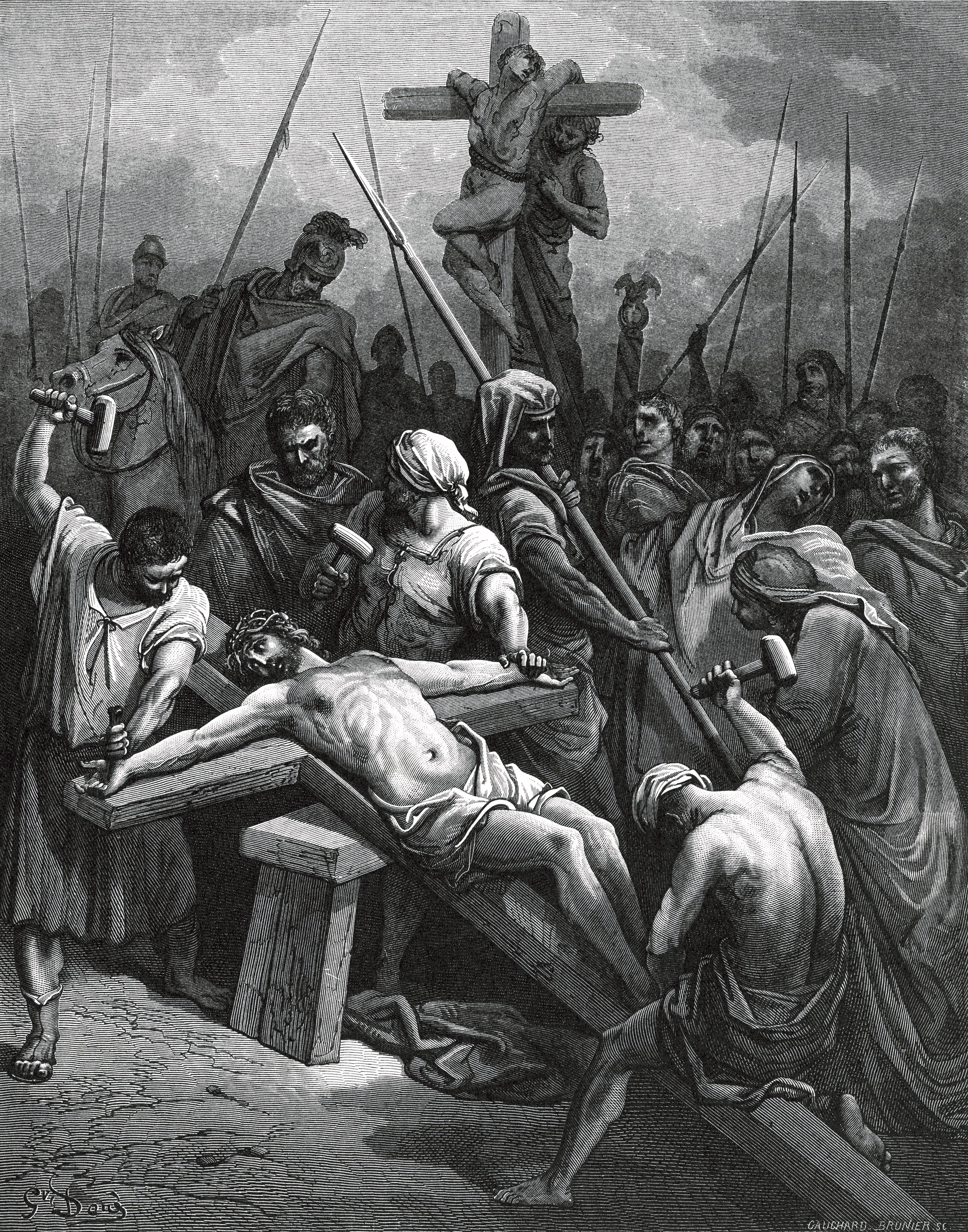
Crucifixion de Jésus de Nazareth par Gustave Doré (1866).

Juste avant que Pilate ne prononce la condamnation de Jésus, l'Évangile selon Jean précise que c'est la « sixième heure », c'est-à-dire midi, alors que dans les Évangiles synoptiques à la « sixième heure » Jésus est déjà crucifié et c'est le moment où l'obscurité se fait sur Jérusalem. Cette différence de comptage des heures est due au fait que les Juifs et les Romains utilisaient deux systèmes horaires différents : les Évangiles synoptiques se réfèrent au système juif, tandis que Jean décompte les heures d'après le modèle romain.
Dans l’Évangile, Jésus est obligé, comme d’autres condamnés au crucifiement, de porter sa propre croix jusqu’au mont du Golgotha, lieu de l’exécution. D’après les synoptiques, sur la route du Golgotha, les soldats obligent un passant, Simon de Cyrène, à porter la croix de Jésus. La raison n’en est pas donnée dans les Évangiles. Marc trouve opportun de citer les enfants de Simon, Alexandre de Cyrène et Rufus, comme s’ils avaient été des personnages connus des lecteurs (Brown et al., 628). Paul cite aussi un Rufus dans son Épître aux Romains. Luc ajoute que les femmes disciples suivaient Jésus et pleuraient sur son destin ; il répond par une citation biblique du Livre d'Osée, chapitre 10 verset 8.
Quand ils arrivent au Golgotha, il lui est proposé du « vin parfumé de myrrhe » ou « du vin mêlé de fiel » qu'il refuse de boire, après en avoir goûté selon l’Évangile selon Matthieu.
Jésus est alors crucifié, d’après les synoptiques, à la « troisième heure » du jour (9 h).
Les synoptiques ajoutent que la croix comportait, sur un écriteau « le roi des Juifs », avec des variantes mineures. Dans l'Évangile selon Jean, l’inscription est « Jésus le nazaréen, roi des Juifs » en trois langues (INRI). Il est précisé que c'est Pilate qui a rédigé cette inscription sur un titulus (écriteau), en hébreu, en latin et en grec ancien. L'indication « le Nazaréen », montre que l'appellation polémique est acceptée au moment de la rédaction de l'Évangile selon Jean.
Les Évangiles déclarent alors que les vêtements de Jésus lui furent retirés par les soldats, pour être répartis entre eux en plusieurs lots. L’Évangile selon Jean affirme que ceci accomplit une prophétie du Psaume 22 (partage des vêtements). D’après Luc, les deux brigands crucifiés aux côtés de Jésus lui parlent. Luc déclare que l’un railla Jésus, et que l’autre le respecta. Jésus déclara que le voleur respectueux, Dismas (le bon larron), gagnerait promptement son entrée au paradis ; traditionnellement l’autre, Gesmas ou Gestas (le mauvais larron), est considéré comme voué à l’enfer. Dismas est considéré comme sauvé par Jésus, par sa seule déclaration de foi : « Aujourd'hui tu seras avec moi dans le paradis ».
Dans les quatre Évangiles, alors que Jésus est sur la croix, un soldat lui propose de boire du vinaigre, imbibé dans une éponge selon trois d'entre eux. L'Évangile selon Jean précise que cela a lieu pour que l'Écriture soit parfaitement accomplie. Jésus refuse de le boire.
Les évangélistes ne donnent que peu de détails concernant le supplice de Jésus et les souffrances qu'il a subies. Or le crucifiement constituait la punition romaine la plus atroce, entraînant des souffrances longues et insupportables, marquant les condamnés du sceau de l'infamie. Quoique très répandue, elle était d'une telle horreur que les auteurs gréco-romains demeuraient discrets quand ils y faisaient référence.

### Mort de Jésus

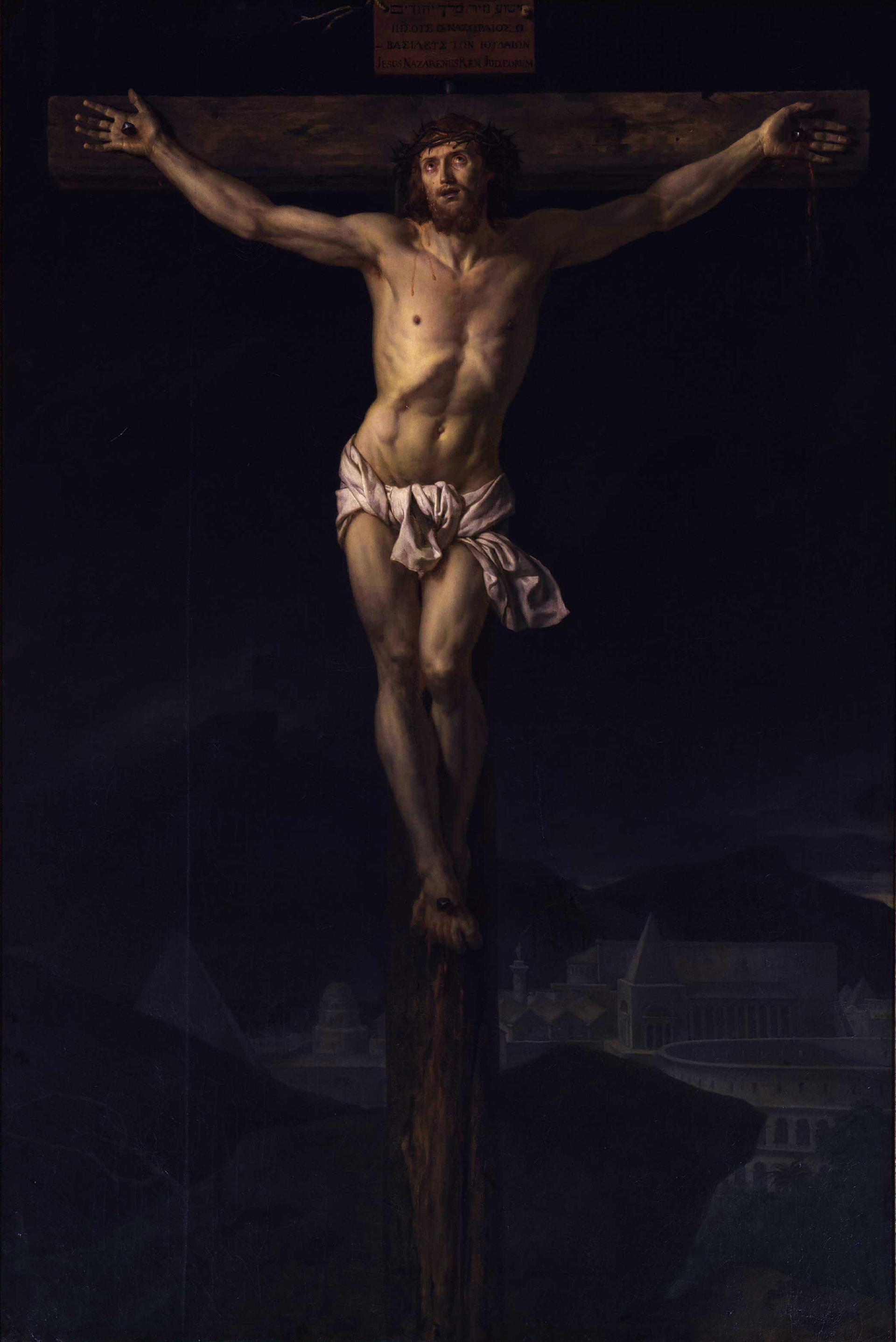
Le Christ en croix, Jacques-Louis David, 1782.

Le Christ en croix prononce sept dernières paroles. Parmi elles, il y a son adresse à son Père « Mon Dieu, mon Dieu, pourquoi m'as-tu abandonné » qui est le début du Psaume 22 (Matthieu 27, 46 et Marc 15, 34). Il y a aussi, juste avant de mourir : « Père entre tes mains je remets mon esprit » (Luc 23, 46). Il y a enfin : « tout est accompli » (Jean 19, 30).
Jean est le seul à préciser qu'un soldat romain transperça le côté de Jésus de sa lance et qu'il en sortit aussitôt du sang et de l'eau (19, 34-35). Jean attache à cet épisode apparemment insignifiant une grande importance. En effet parlant de lui il écrit : « celui qui a vu rend témoignage (...) il sait que ce qu'il dit est vrai afin que vous aussi vous croyiez ». 
En outre, d'après les quatre Évangiles, Jésus est mort un jour de préparation de la Pâque. Or, le Shabbat tout proche obligeait à décrocher le corps de Jésus et ceux des deux larrons (Deutéronome 21, 23) pour éviter de profaner le shabbat par l'exposition de crucifiés souillant la terre d'Israël. C'est pourquoi, les jambes de ces deux derniers sont brisées afin d'accélérer leurs morts, mais non celles de Jésus qui était déjà mort. Si « on ne lui brisa pas un os » (Jean 19, 36), Jean relie cela à la prescription rituelle de ne pas briser les os de l'agneau pascal (Exode 12, 46), ce que Jean met implicitement en relation avec le « voici l'agneau de Dieu qui enlève le péché du monde » du début de son Évangile (Jean 1, 29).
La mort de Jésus relatée par les Évangiles, accompagnée de ricanements, d'insultes, de moqueries, de crachats, est aux antipodes des récits de mort héroïque dans l'Antiquité. Pour la culture antique, la mort de Jésus n'est en rien édifiante. Jamais dans l'histoire de la littérature ancienne, il n'y a tant de minutie à rendre compte de l'ignominie et de l'abjection de la mort d'un héros. C'est ainsi que le philosophe gréco-romain Celse considérait vers 180 comme un signe suprême de décadence le fait d'honorer un dieu chez un personnage mort d'une manière aussi vile. Ces récits évangéliques sont éloignés d'un souci d'édification morale du monde antique.

### Mise au tombeau

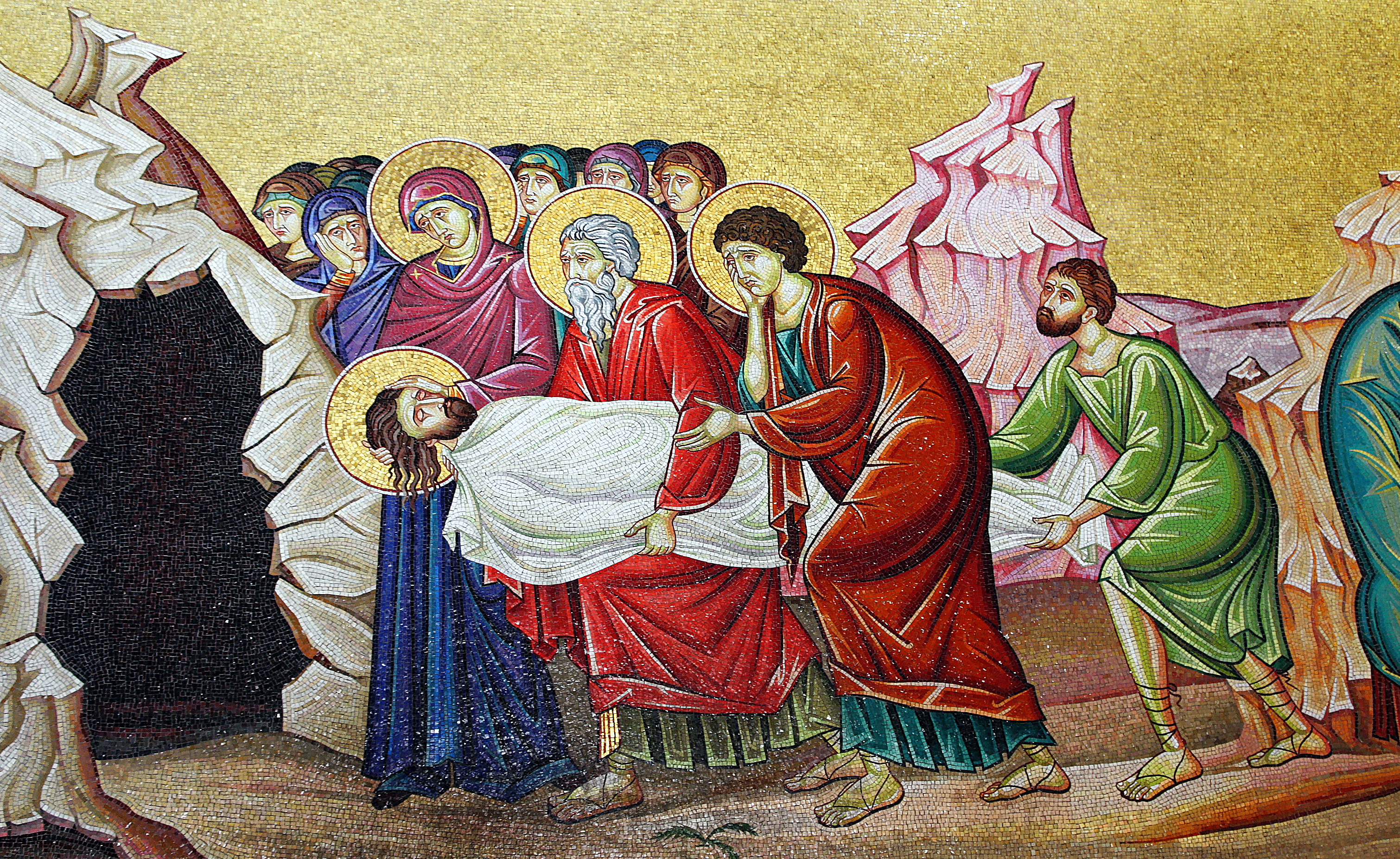
Mise au tombeau, mosaïque créée sur un mur de l'Église du Saint-Sépulcre, à Jérusalem.

La relation de la sépulture de Jésus clôt le soir de sa mort le récit de sa passion commencée par la dernière Cène (Matthieu 26, 17-19). À la mise au tombeau, ses amis reçoivent son corps une fois le sacrifice achevé et accomplissent les paroles de Jésus à la Cène : « prenez mon corps ». De manière inattendue pour un supplicié des Romains, au lieu d'être jeté dans une fosse commune, Jésus reçoit une sépulture décente quoique hâtive dans un tombeau non encore usagé de Joseph d'Arimathie. En effet l'enterrement de tout mort, un devoir essentiel dans le monde juif, devait avoir lieu avant le crépuscule, y compris pour les condamnés (Deutéronome 21, 23).

### Place des femmes lors de la Passion
Le récit de la mort de Jésus inclut des femmes. Matthieu évoque de « nombreuses femmes qui regardaient à distance, celles-là même qui avaient suivi Jésus depuis la Galilée et le servaient, entre autres Marie de Magdala, Marie mère de Jacques et Joseph et la mère des fils de Zébédée » (27, 55-56). Marc note de son côté : Marie de Magdala, Marie mère de Jacques et José et Salomé (15, 40). Luc se limite à signaler la présence des femmes qui l'accompagnaient depuis la Galilée (23, 49) dont il avait donné les noms plus haut à savoir : Marie de Magdala, Jeanne femme de Choulza et Suzanne (8, 2-3). Jean évoque la mère de Jésus, sa sœur Marie de Clopas et Marie de Magdala (19, 25-27). La fidélité de ces femmes à Jésus lors de sa Passion est à souligner car elle est en contraste avec l'attitude des apôtres qui l'abandonnèrent, à l'exception du disciple bien-aimé (en outre, la femme de Pilate, Claudia Procula, intervient en faveur de Jésus (Matthieu 27, 19) évoquée plus haut). La mention de ces femmes pourrait indiquer le vestige de leurs récits de la mort de Jésus, aux tous premiers temps de la tradition orale. Des récits de l'AT[Quoi ?] présentent des femmes lors de la "mort d'un juste".

## Commentaires historiques et théologiques

### Signification salvifique de la Passion

Allégorie de la sainte Eucharistie, Miguel Cabrera, 1750.

Quelques heures avant la Passion, lors de la Cène, Jésus a proposé à ses disciples de boire son sang, le « sang de l'alliance qui va être répandu pour une multitude pour le pardon des péchés » (Matthieu 26, 28), ce qui est une citation presque littérale du sacrifice ayant scellé l'Alliance avec Israël sur le mont Sinaï. Si dans ce dernier cas, l'offrande liée au sang versé n'est pas expiatoire, celle-ci est présente dans le passage d'Isaïe auquel le verset de Matthieu fait allusion : « Comme l'agneau conduit à l'abattoir, il n'ouvrait pas la bouche (…) S'il offre sa vie en sacrifice d'expiation, il verra une postérité (…) alors qu'il portait les péchés d'une multitude » (Isaïe 53, 7; 10; 12).
Pour le théologien Michel Roberge, Jean démontre que la remontée au ciel du Fils de l’Homme lors de la crucifixion sera salvifique. L’auteur fonde cette élévation sur un « signe ou symbole de salut », puisé dans le Livre de la Sagesse : le serpent d’airain élevé par Moïse sur un étendard. Dépassant les spéculations juives, Jean fait porter la comparaison « non point sur le serpent mosaïque et le Christ, mais sur l’élévation de l’un et de l’autre et sur le fait du salut accordé à ceux qui dépassent les apparences du signe. » Jean se sert de l’épisode pour interpréter la mort de Jésus comme une exaltation glorieuse et un événement salvifique. Jésus dans l'obéissance filiale à son Père qui le mène à la Passion et à la Croix accomplit devant Dieu un acte de valeur infinie qui efface le poids de toutes les fautes passées, présentes et à venir, de ses frères humains. Il offre un unique sacrifice, une fois pour toutes, pour les péchés du peuple (Épître aux Hébreux 7:27). Par la vertu de son sang, il obtient une fois pour toutes la libération définitive (Hébreux 9:12). Par l'offrande de son corps, Jésus sanctifie volontairement les fidèles une fois pour toutes (Hébreux 10:10).

### Datation des événements

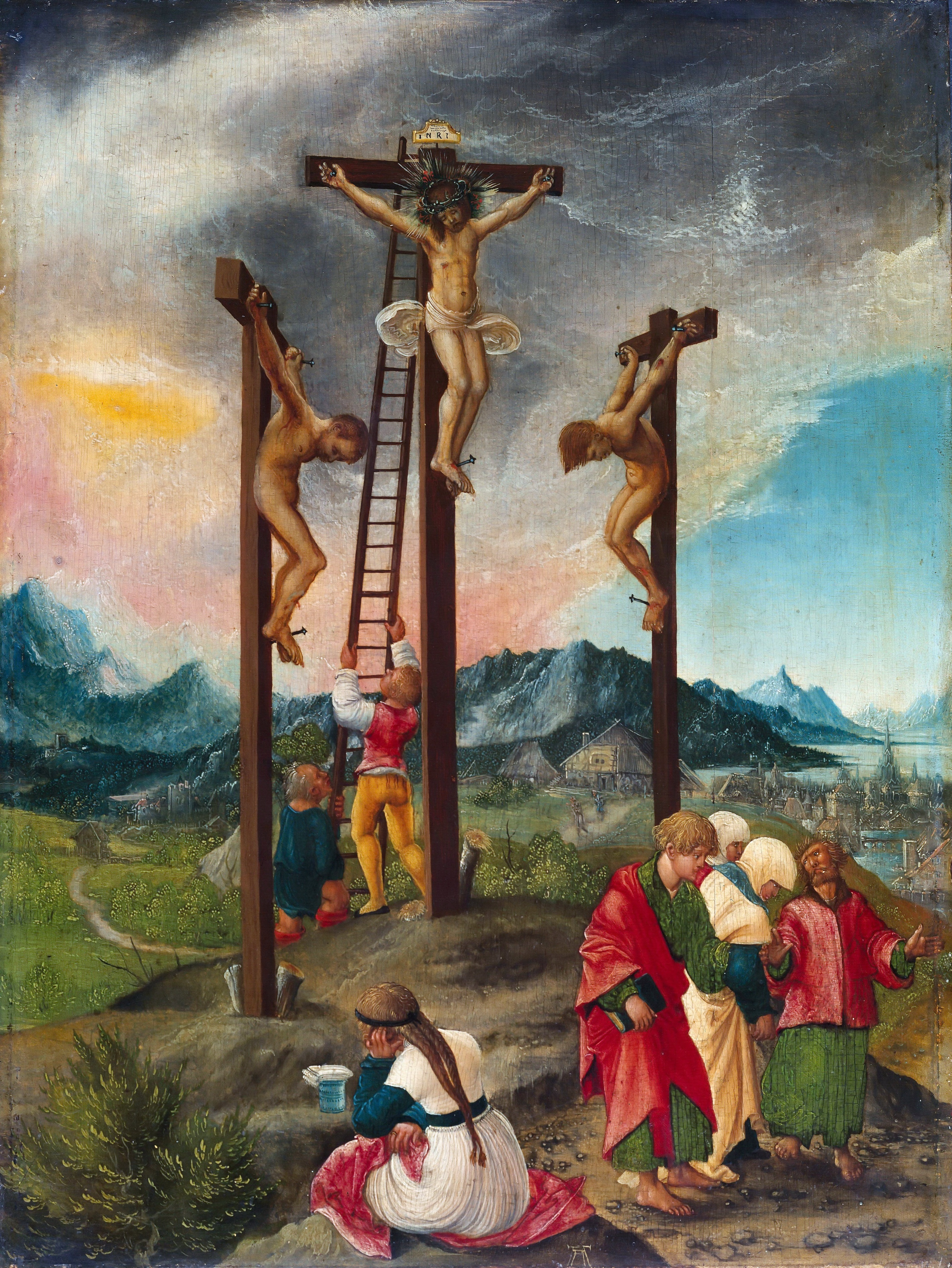
Crucifixion par Albrecht Altdorfer.

Dans les Évangiles synoptiques, Jésus aurait été crucifié le jour de la Pâque juive (Pessah), un vendredi 14 nissan, la veille de la fête du premier jour des pains sans levain (azyme), qui est aussi un Shabbat. En revanche, dans l'Évangile attribué à Jean, Jésus est crucifié la veille de la Pâque, un vendredi 13 nissan.
Les Évangiles synoptiques situent la mort de Jésus (Jn 19:42) le jour de la préparation de la Pâque juive, le 14 nissan. À partir des éléments du Nouveau Testament associés à la connaissance d’évènements historiques et astronomiques, les historiens datent généralement l’évènement supposé de la Passion du Christ entre 28 et 33, fin mars ou début avril.

### Histoire et exégèse
Selon l'historien Étienne Trocmé, les quatre Évangiles canoniques relatent des événements relatifs à la Passion, dont ils ne constituent pas des sources absolument fiables : ces récits étaient intégrés à un rituel ou un culte rendu à Jésus-Christ et ne visaient pas la fidélité au réel : « La quadruple narration de ces dramatiques journées que nous donnent les Évangiles du Nouveau Testament remontent à un archétype composé à Jérusalem peu d'années après l'événement. Mais ce texte, destiné à être lu lors des célébrations solennelles avec les pèlerins gagnés à la foi chrétienne, est plus liturgique qu'historique et ne nous donne qu'une image très imparfaite et très biaisée de ce qui s'est passé durant ces tragiques journées ».
Simon Claude Mimouni rappelle que « les sources concernant la mort de Jésus sont essentiellement chrétiennes » : il s'agit des Évangiles canoniques et apocryphes. Or « ces textes ne sont pas d'abord des écrits pour servir de documentation. Ils ont été rédigés plutôt pour la liturgie des premiers disciples ». Ainsi, « pour l'historien, la reconstruction de ces évènements est périlleuse ». Si certains (Justin et Tertullien) ont pu alléguer l'existence d'une source non chrétienne, « les affirmations de Justin (Apologie, I, 35, 9 et 48, 3) et de Tertullien (Apologétique, 5, 2 et 21, 20) selon lesquelles un document envoyé par Pilate à Tibère est conservé dans les archives impériales ne doivent pas être prises pour autre chose que des suppositions », écrit encore Mimouni.
L'exégète Jean-Pierre Lémonon a tenté de dégager certains aspects propres aux Évangiles dans leur présentation de la Passion : Marc, en faisant appel aux Psaumes 22 et 69 (Mc 15:33-41), invite à contempler dans le juste en croix abandonné par les siens le Messie et le Fils de Dieu (Marc 14, 53-64). Matthieu montre dans les événements liés à la Passion la réalisation d'annonces provenant de l'Ancien Testament tirées de Zacharie et de Jérémie. Luc perçoit la Passion de Jésus comme une voie dans laquelle les disciples s'engagent à la suite de leur maître (Luc 23, 26-32 et 23, 39), et présente Jésus comme le Serviteur souffrant d'Isaïe. Enfin, Jean contemple dans celui qui est traité comme un esclave, un souverain ayant tout pouvoir (Jean 18, 6), et dans la victime qu'est Jésus, l'Agneau pascal (Jean 19, 36) « qui enlève le péché du monde » (Jean 1, 29).

### Historiographie chrétienne
L’épisode de l’agonie du Christ, qui commence au mont des Oliviers, a hanté de nombreuses générations chrétiennes. Au XVIIe siècle en particulier, le cardinal Pierre de Bérulle, invite à contempler la richesse spirituelle de ce « mystère » de la vie de Jésus. Son successeur, Charles de Condren, fait de Gethsémani le sommet des souffrances du Christ qui ne peut retenir des paroles d’angoisse et une sueur de sang : « [La Croix est] chose grande, mais de voir sa bénite âme en cet état d’extrême affliction, au milieu de tant et de si puissantes angoisses, toujours soucieuse de vous, plus pressée du souvenir de vos fautes […], c’est un chef-d’œuvre de sa charité. » Le dominicain Louis Chardon compose en 1650 des Méditations sur la Passion de Notre Seigneur Jésus-Christ ; il pense que, sans les terribles souffrances intérieures de l’agonie, toutes les autres souffrances de la Passion « n’eussent de rien servi pour la fin de notre rédemption. » Enfin Blaise Pascal en 1655 compose un Abrégé de la vie de Jésus-Christ et entre la fin de 1656 et 1662, rédige les Pensées, œuvres dans lesquelles il se livre à une fervente contemplation du Christ à Gethsémani ; dans le poème en prose qu’on a appelé Le Mystère de Jésus, Pascal écrit : « Jésus sera en agonie jusqu’à la fin du monde. Il ne faut pas dormir pendant ce temps-là.[…] Jésus a prié les hommes, et n’en a pas été exaucé.[…] Jésus s’arrache d’avec ses disciples pour entrer dans l’agonie. Il faut s’arracher de ses plus proches et des plus intimes pour l’imiter. »

## Interprétations artistiques

### Arts visuels
Des milliers de peintures et de sculptures représentent la Passion.

### Musique sacrée
De très nombreuses œuvres ont pour thème la Passion, parmi lesquelles :
- L'hymne grégorienne Vexilla Regis prodeunt (chant grégorien remontant au VIe siècle) de Venance Fortunat ;
- L'hymne grégorienne du XIIIe siècle) Pange lingua, paroles de saint Thomas d'Aquin ;
- La Passion selon saint Matthieu de Jean-Sébastien Bach ;
- La Passion selon saint Jean de Jean-Sébastien Bach ;
- La fin du Messie de Georg Friedrich Haendel ;
- Les Passions de Telemann, selon les quatre Évangélistes ;
- Les Passions de Carl Philipp Emanuel Bach selon les quatre Évangélistes.

### Théâtre
Au théâtre, une Passion est un mystère, forme théâtrale qui s’est développée au cours des XIVe siècle et XVe siècle, dont le sujet est la Passion du Christ.
- la Passion d'Esparreguera en Catalogne est une passion réalisée avec une scénographie proprement théâtrale et avec plusieurs interprètes.

### Articles connexes

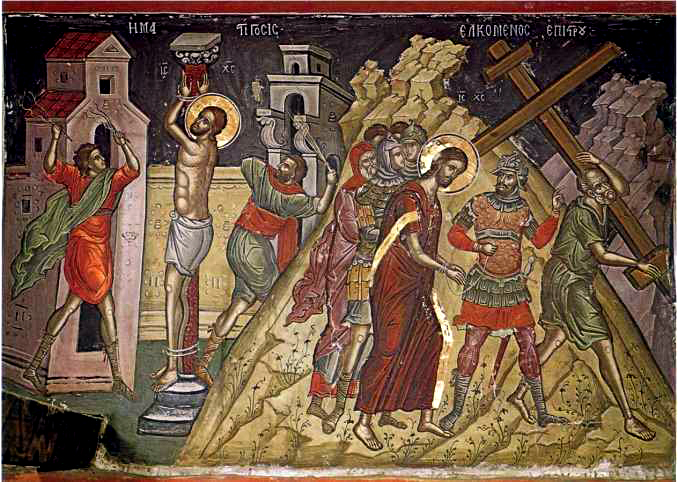
La flagellation et le début du Chemin de croix par Théophane le Crétois, icône byzantine du mont Athos.